# Habermühle
Habermühle (fränkisch: Hobamühl) ist ein Gemeindeteil der Gemeinde Gallmersgarten im Landkreis Neustadt an der Aisch-Bad Windsheim (Mittelfranken, Bayern). Habermühle liegt in der Gemarkung Mörlbach.

## Geographie
Die Einöde liegt am Seebach (im Unterlauf Erlbach genannt), einem linken Zufluss der Ens. Im Norden grenzt ein Abbaugebiet für Muschelkalk an, im Süden das Wiesleinholz. Ein Anliegerweg führt zu einer Gemeindeverbindungsstraße (0,3 km westlich), die zur Kreisstraße NEA 31 bei Mörlbach (0,9 km nordwestlich) bzw. nach Gallmersgarten verläuft (1,7 km südöstlich).

## Geschichte
Der Ort wurde 1552 als „Habermüll“ erstmals urkundlich erwähnt. Der Ortsname bedeutet Hafer mahlende Mühle.
Unter der preußischen Verwaltung (1792–1806) des Fürstentums Bayreuth erhielt die Habermühle die Hausnummer 37 des Ortes Mörlbach. Von 1797 bis 1808 unterstand der Ort dem Justiz- und Kammeramt Uffenheim. Im Rahmen des Gemeindeedikts wurde Habermühle dem 1808 gebildeten Steuerdistrikt Mörlbach und der 1813 gebildeten Ruralgemeinde Mörlbach zugeordnet. Am 1. Mai 1978 wurde der Ort im Zuge der Gebietsreform in Bayern nach Gallmersgarten eingegliedert.

### Baudenkmal
- Mühle mit Scheuer[8]

### Einwohnerentwicklung
| Jahr      | 001818 | 001840 | 001861 | 001871 | 001885 | 001900 | 001925 | 001950 | 001961 | 001970 | 001987 |
| Einwohner | 6      | 5      | 6      | 7      | 5      | 9      | 4      | 2      | 2      | 1      | 1      |
| Häuser    | 1      | 1      |        |        | 1      | 1      | 1      | 1      | 1      |        | 1      |
| Quelle    | [ 10 ] | [ 11 ] | [ 12 ] | [ 13 ] | [ 14 ] | [ 15 ] | [ 16 ] | [ 17 ] | [ 18 ] | [ 19 ] | [ 1 ]  |

## Religion
Der Ort ist seit der Reformation evangelisch-lutherisch geprägt und bis heute nach St. Laurentius (Mörlbach) gepfarrt. Die Katholiken waren ursprünglich nach St. Johannis (Rothenburg ob der Tauber) gepfarrt, heute ist die Pfarrei St. Bonifaz (Bad Windsheim) zuständig.